# Elke dag weer feest
Elke dag weer feest is een nummer van de Nederlandse zanger Gerard Joling uit 2023.
"Elke dag weer feest" is van origine Grieks en bevat dan ook Griekse invloeden. De boodschap het nummer is om van vandaag een feestje te maken, omdat je nooit weet wat de volgende dag zal brengen. Ondanks het vrolijke geluid, behaalde de plaat de Nederlandse Top 40 of Tipparade niet. Wel bereikte het de 9e positie in de Sterren.nl Top 25.

## Tracklijst
Muziekdownload
1. "Elke dag weer feest" - 3:09